# مسابقات بین‌المللی مطبوعات ورزشی
مسابقات بین‌المللی مطبوعات ورزشی یا تورنئو اینترناسیونال استامپا اسپورتیووا یک رقابت بین‌المللی فوتبال بود که در سال ۱۹۰۸ برگزار شد؛ یک سال قبل از جام سیر توماس لیپتون.
سازماندهی شده توسط لا استامپا اسپورتیووا (یک مکمل ورزشی هفتگی روزنامه لا استامپا)، این جام تیم‌هایی از ایتالیا، فرانسه، سوئیس و آلمان را دعوت کرد. تمامی بازی‌ها در تورین ایتالیا برگزار شد. تیم سوئیسی سروت در نهایت برنده شد و تورینو ایتالیا را ۳-۱ شکست داد.

## بررسی
مقامات فوتبال ایتالیا، در حالی که از مسابقات راضی بودند، می‌دانستند که غیبت یک تیم انگلیسی باعث شده است که مسابقات واقعاً «بین‌المللی» نباشد. توماس لیپتون موافقت کرد و به نشانه تشکر از ایتالیایی‌هایی که او را گرامی داشتند، جام سیر توماس لیپتون را اهدا کرد. او به آنها گفت که یک تیم انگلیسی را برای شرکت در مسابقات بعدی که در سال ۱۹۰۹ برگزار می‌شد، تشکیل خواهد داد.
لیپتون می‌خواست تیمی از لیگ شمالی انگلستان به تورین بیاید و تصمیم او منجر به شرکت وست آوکلند از کانتی دورهام در مسابقات ۱۹۰۹ و ۱۹۱۱ شد. تیم معدنچی برنده هر دو این مسابقات شد. وست آوکلند برای حضور در جام قهرمانی، جریمه سنگینی را تجربه کرد. مجسمه موفقیت آنها امروز در مرکز روستای آنها برپاست.

## مراحل مقدماتی

### نیمه نهایی
| یوونتوس                                   | ۴–۱ (و.ا.) | پیمونته |
| ----------------------------------------- | ---------- | ------- |
| بورل · گوچیونه · دونا · بروسا گل به خودی' |            | برادو   |

| تورینو | ۲–۱ | آسونیا میلانو |
| ------ | --- | ------------- |
|        |     |               |

### فینال
| تورینو          | ۲–۱ | یوونتوس |
| --------------- | --- | ------- |
| پوزی · دبرناردی |     | دونا    |

## بازی‌ها

### شرکت کنندگان
| تیم       |
| --------- |
| پاریسین   |
| فرایبورگر |
| تورینو    |
| سروت      |

### نیمه نهایی
| سروت | ۵–۳ | فرایبورگر |
| ---- | --- | --------- |
|      |     |           |

| تورینو                     | ۴–۰ | پاریسین |
| -------------------------- | --- | ------- |
| اسکوایر · دبرناردی پنالتی' |     |         |

### مقام سوم

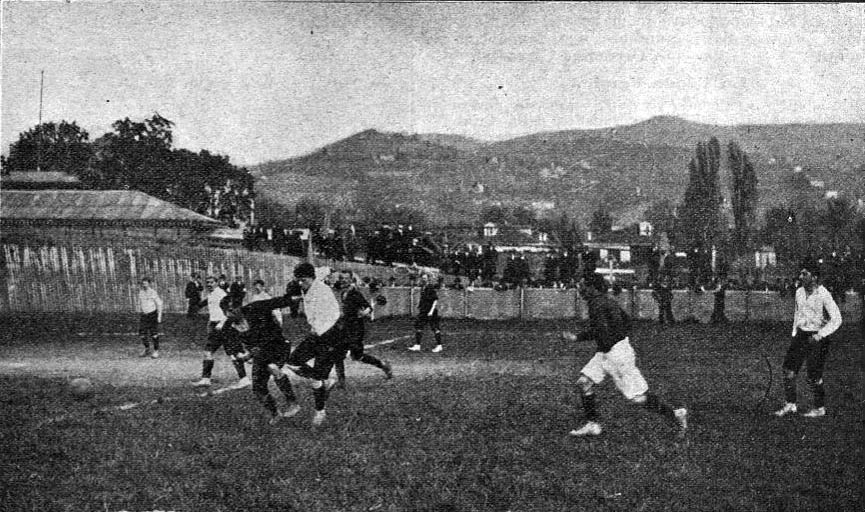
صحنه‌ای از فینال

| یوونتوس        | ۴–۰ | پاریسین |
| -------------- | --- | ------- |
| بورل · گوچیونه |     |         |

### فینال
| تورینو | ۱–۳    | سروت       |
| ------ | ------ | ---------- |
| پوزی   | Report | نت · هنبرگ |

| تورینو | سروت |